# August Lehman
Richard Reinhold August Lehman, född 7 februari 1842 i Söderhamn, död 6 juli 1922 i Klara församling i Stockholm, var en svensk apotekare.
Lehman blev 1862 elev på apoteket i Umeå. Han avlade apotekarexamen 1869. Efter tjänstgöring på apoteket Enhörningen och apoteket Lejonet inköpte han 1874 apoteket Gripen i Stockholm och fick 1895 privilegium på apoteket Ugglan där. Lehman, under många år en av apotekarkårens mest inflytelserika och verksamma medlemmar, tillhörde i nära 30 år Apotekarsocietetens direktion (först som sekreterare, 1906–1909 som ordförande) samt var ledamot av styrelserna för bland annat Farmaceutiska institutet, Farmaceutiska föreningen, apotekarkårens livränte- och pensionskassa, amorteringsfonden för apoteksprivilegier. Han var också medlem av åtskilliga kommittéer och kommunala styrelser. År 1910 avsatte Apotekarsocieteten medel till en stipendiefond med hans namn.
August Lehman var gift med Beda Rhodin (1849–1926). Deras dotter Thyra Lehman gifte sig 1908 med apotekare Arvid Blomquist. De är alla begravda på Norra begravningsplatsen utanför Stockholm.